# Гуинед
 Гуѝнед  (на английски: Gwynedd; на уелски: Gwynedd) е административна единица в Уелс със статут на графство (на английски: county). Създаден е със Закона за местното управление от 1994 г. чрез обединяване на териториите на историческите графства Мерианътшър и Карнарвъншър. Графството се намира в Северен Уелс и граничи с Конуи, Денбишър на изток, Поуис и Керъдигиън на юг. От остров Ангълси, Гуинед е отделен чрез пролива Менай. Най-голям град е Бангор, а главен администртивен център е град Карнарвън.
На територията на Гуинед се намира националният парк „Сноудоуния“, както и обектът на ЮНЕСКО „Замъци и градски стени на Едуард I в Гуинед“.

## Градове
- Бала
- Бангор
- Бармът
- Бедесда
- Блайнай Фестиньог
- Долгелай
- Карнарвън
- Крикийт
- Ланберис
- Невин
- Портмадог
- Пулхели
- Тъуин
- Харлех

## Села
- Ланвайрпулгуингилгогеръхуърндробуллантисильогогогох
- Тремадог